# The Trevor Project
The Trevor Project é uma organização sem fins lucrativos norte-americana fundada em 1998 em West Hollywood, Califórnia, com o objetivo de informar e prevenir o suicído entre jovens LGBT, incluindo outros queer.

## História
O projeto foi fundado em 1998 na cidade de West Hollywood, Califórnia por James Lacesne, Peggy Rajski e Randy Stone. O trio foi responsável pela criação do curta-metragem de 1994 vencedor do Óscar, Trevor. O curta conta a história de um menino de treze anos de idade gay chamado Trevor, que quando rejeitado por amigos, tenta tirar sua própria vida por conta de sua sexualidade.
O filme foi ao ar na televisão americana pelo canal HBO em 1998, e foi quando os criadores perceberam que talvez jovens gays da vida real poderiam estar passando pela mesma situação que o protagonista. Eles foram tentar descobrir se já existia uma linha de suporte para estar ao ar junto da transmissão do curta, mas perceberam que não havia. Foi quando decidiram criar por conta própria uma organização voltada para o suporte e ajuda para promover a aceitação da juventude LGBT(Q),  e formar um grupo de prevenção ao suicídio direcionado a esse grupo.
A The Trevor Lifeline se estabilizou através de fundos providos pela The Colin Higgins Foundation e pelos royalties ganhos através da HBO.
O The Trevor Project passou a ser  apoiado por uma grande quantidade de celebridades e empresas desde então, incluindo Ellen DeGeneres, Kathy Griffin, Shay Mitchell, Daniel Radcliffe, Neil Patrick Harris, James Marsden, Chris Colfer, Kim Kardashian, Darren Criss, Dianna Agron, George Takei, Anderson Cooper e Tyler Oakley.

## Projetos

### The Trevor Lifeline
A "the lifenline" é uma linha de telefone grátis e confidencial que funciona 24 horas por dia e 7 dias por semana que tem como objetivo fornecer esperança e suporte a jovens LGBT que estão passando por situações difíceis.
No dia 10 de agosto de 2009, foi informado que o projeto havia recebido uma doação do ator britânico Daniel Radcliffe, que fez uma declaração:

Estou muito satisfeito em apoiar o The Trevor Project, que salva vidas todos os dias através de seu trabalho sério. É extremamente angustiante considerar que, em 2009, o suicídio é umas das três maiores causas  de morte entre jovens, e é altamente devastador saber que jovens LGBT(Q) estão até quatro vezes mais propensos de atentar a própria vida do que seu "pares" heterossexuais

### Ask Trevor
o "Ask Trevor" é um banco de dados online com perguntas e respostas relacionadas a sexualidade e identificação de género.

## Premiação
Anualmente a The Trevor Project premia pessoas e empresas engajados na causa LGBT. Em 2001, o evento começou na cidade de Nova Iorque com o intuito de arrecadar fundos para a organização.

### Trevor Hero Award
- 2005 - Tony Kushner[15]
- 2006 - Michael Cunningham[15]
- 2007 - Nathan Lane[16]
- 2008 - Alan Cumming[17]
- 2009 - Dustin Lance Black[18]
- 2010 - Vanessa Williams[19]  and Daniel Radcliffe[20]
- 2011 - Lady Gaga[21]
- 2012 - Katy Perry
- 2013 - Cindy McCain[22] & Jane Lynch[23]
- 2014 - Robert Greenblatt[24] & Arianna Huffington[25]

### Trevor Life Award
O "Trevor Life Award" homenageia aqueles que são uma inspiração para a juventude LGBT(Q).
- 2002 - Armistead Maupin[26]
- 2003 - Rosie O'Donnell[26]
- 2004 - Debra Messing, and Megan Mullally[26]
- 2005 - Marc Cherry[26]
- 2006 - Roseanne Barr[27]
- 2007 - Ellen DeGeneres[28]
- 2008 - Sigourney Weaver[29]
- 2009 - Neil Patrick Harris[30]
- 2010 - Kathy Griffin[31]

### Trevor Hope Awards
É o premio dado à empresas engajadas a dar suporte a causa LGBT(Q) e visibilidade a suas reivindicações.
- 2004 - Wells Fargo[26]
- 2005 - LPI Media[26]
- 2006 - HBO[27]
- 2007 - Clear Channel[28]
- 2008 - Lifetime[29]
- 2009 - AT&T[32]
- 2010 - Levi Strauss & Co.[31]

### Trevor Commitment Award/Trevor 2020 Award
Premio dado à empresas que apoiam os direitos LGBT(Q), começou em 2007:
- 2007 - Bravo[16]
- 2008 - MTV's "The N" (agora chamado de TeenNick)[33]
- 2009 - CNN[18]
- 2010 - Macy's[19]
- 2011 - Google[21]
- 2012 - MTV[34]
- 2014 - Yahoo![24]

### Trevor Youth Innovator Award
Prêmio concedido à pessoas com menos de 25 anos LGBT(Q) ou hétero que trabalha para apoiar e empoderar a juventude LGBT(Q).
- 2013 - Adam White[35]
- 2014 - Tyler Oakley[36]
- 2014 - Skylar Kergil[37]